# کریوت

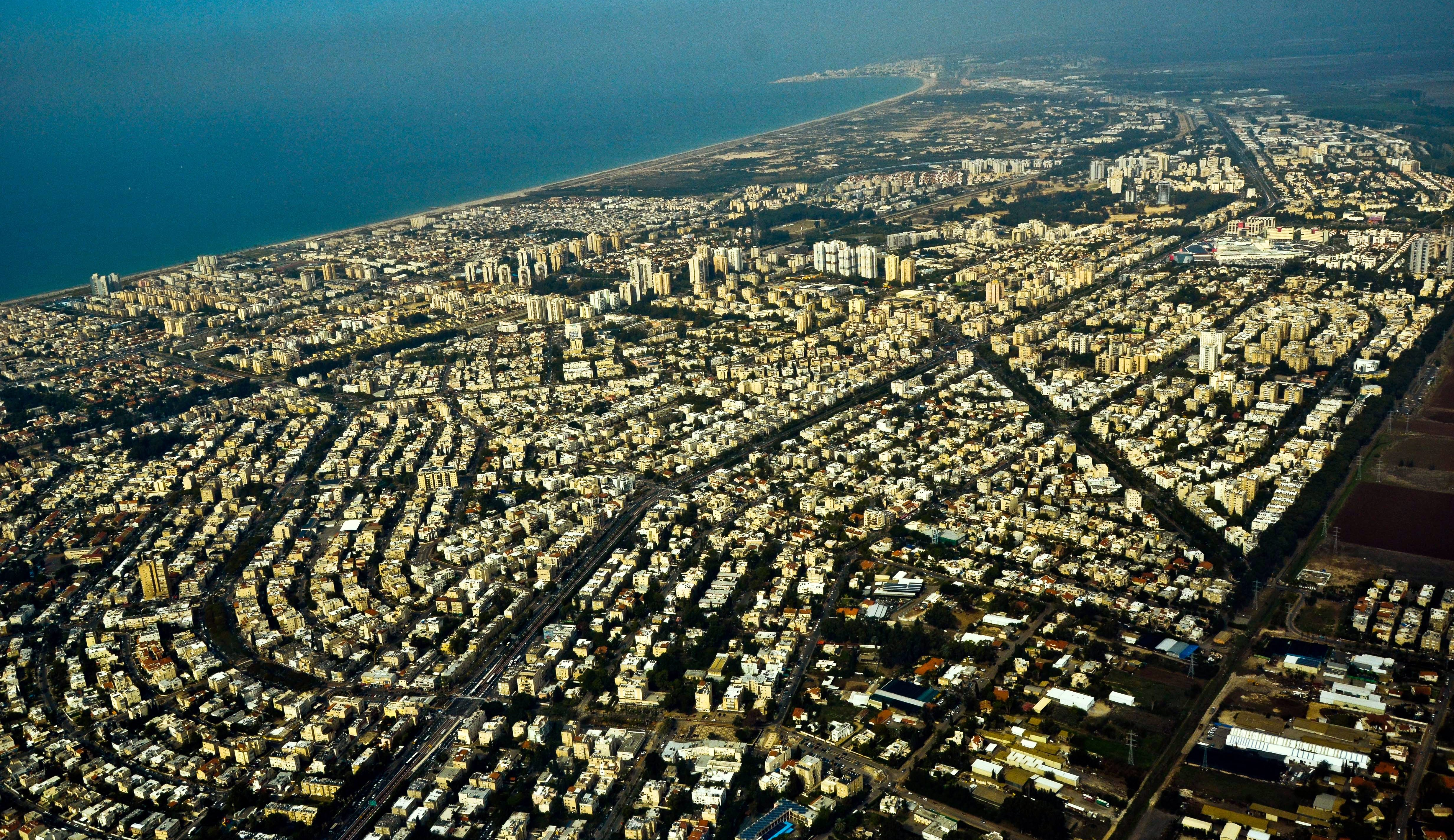
عکس هوایی از شهرهای کریوت. شاهراهی که از مرکز، دیرخ آکو، می‌گذرد، کریات بیالیک (راست) را از کریات موتزکین (چپ) جدا می‌کند. کریات یام در امتداد ساحل امتداد دارد.

کریوت (انگلیسی: Krayot, Qerayot عبری: הקריות‎، ت. «"شهرک‌ها"») (جمع Kirya) مجموعه‌ای از چهار شهر کوچک و دو محله حیفا هستند که در دهه ۱۹۳۰ در حومه شهر حیفا، اسرائیل، در منطقه خلیج حیفا تأسیس شدند.
کریوت شامل کریات یام (جمعیت ۴۲۲۸۴ نفر)، کریات موتزکین (جمعیت ۴۸۷۴۸ نفر)، کریات بیالیک (جمعیت ۳۶۲۰۰ نفر)، کریات آتا (جمعیت ۶۱۷۰۹ نفر)، کریات حییم (جمعیت ۲۹۰۰۰ نفر) و کریات شموئل (جمعیت ۷۷۴۰ نفر، تا سال ۲۰۲۳) می‌شود.
طرحی در سال ۲۰۰۳ و دوباره در سال ۲۰۱۶ توسط اریه درعی، وزیر کشور، برای ادغام کریوت در یک شهرداری تدوین شد. نام پیشنهادی برای این شهر، زولون است (برگرفته از نام زبولون در کتاب مقدس و دره زبولون)